# 目蒲線
目蒲線（日语：／ Mekama sen */?）曾經是一條連接東京都品川區目黑站與大田區蒲田站，屬於東京急行電鐵（東急）的鐵路線。
東京急行電鐵的母體目黑蒲田電鐵最初開業的路線。2000年8月6日起以多摩川站（同日由多摩川園站改名）為界分割為以下路線，消滅「目蒲線」的名稱。
作為系統名的分割
- 目黑站－多摩川站－武藏小杉站：目黑線（與分割同時延伸至武藏小杉站。2008年6月22日再延伸至日吉站）
- 多摩川站－蒲田站：東急多摩川線

作為路線名的分割
- 目黑站－田園調布站：目黑線
- 田園調布站－多摩川站：改為使用與向來以重複路段（並走）的東橫線複複線之內2軌
- 多摩川站－蒲田站：東急多摩川線

## 路線資料
路線分割以前的資料。
- 路線距離：12.9公里
- 軌距：1067毫米
- 站數：15個（包括起終點）
- 複線路段：全線
- 電氣化路段：全線（直流1500V）
- 閉塞方式：自動閉塞式

## 使用車輛
- Deha 1號型·Deha 6號型→Moha 1型（日语：目黒蒲田電鉄デハ1形電車）
- 3000系（初代）（日语：東急3000系電車 (初代)）
- 5000系（初代）（日语：東急5000系電車 (初代)）
- 5200系（日语：東急5200系電車）
- 7000系（初代）（日语：東急7000系電車 (初代)）
- 7200系（日语：東急7200系電車）
- 7600系（日语：東急7600系電車）
- 7700系（日语：東急7700系電車）
- 1000系（日语：東急1000系電車）

## 車站列表
記述截至東急目蒲線最終運行日（2000年8月5日）的停車站與其接續路線。現在的各停車站的接續路線參見「目黑線」、「東急多摩川線」。
所有車站都位於東京都。
| 中文站名 | 日文站名 | 站間距離 | 累計距離 | 接續路線、備註                                                               | 所在地   |
| -------- | -------- | -------- | -------- | ---------------------------------------------------------------------------- | -------- |
| 目黑     |          | -        | 0.0      | 東日本旅客鐵道：山手線                                                       | 品川區   |
| 不動前   |          | 1.0      | 1.0      |                                                                              | 品川區   |
| 武藏小山 |          | 0.9      | 1.9      |                                                                              | 品川區   |
| 西小山   |          | 0.7      | 2.6      |                                                                              | 品川區   |
| 洗足     |          | 0.7      | 3.3      |                                                                              | 目黑區   |
| 大岡山   |          | 1.0      | 4.3      | 東京急行電鐵：■大井町線                                                      | 大田區   |
| 奧澤     |          | 1.2      | 5.5      |                                                                              | 世田谷區 |
| 田園調布 |          | 1.0      | 6.5      | 東京急行電鐵：■東橫線（自由丘、澀谷方向、菊名、橫濱、櫻木町方向 急行、各停） | 大田區   |
| 多摩川園 |          | 0.8      | 7.3      | 東京急行電鐵：■東橫線（菊名、橫濱、櫻木町方向 各停）                         | 大田區   |
| 沼部     |          | 0.9      | 8.2      |                                                                              | 大田區   |
| 鵜之木   |          | 1.1      | 9.3      | ※4節編組時近目黑的1節不開門。                                                | 大田區   |
| 下丸子   |          | 0.6      | 9.9      |                                                                              | 大田區   |
| 武藏新田 |          | 0.8      | 10.7     |                                                                              | 大田區   |
| 矢口渡   |          | 0.9      | 11.6     |                                                                              | 大田區   |
| 蒲田     |          | 1.3      | 12.9     | 東京急行電鐵：■池上線 東日本旅客鐵道：京濱東北線                             | 大田區   |

### 廢站
多摩川站（初代）（多摩川－沼部）
1923年（大正12年）3月11日開業，1926年（大正15年）1月1日搬到現在所在地後廢站。
道塚站（矢口渡－蒲田）
1925年（大正14年）10月12日以本門寺道站開業，1936年（昭和11年）改名道塚站，1946年（昭和21年）5月31日廢站。